# Programma di apprendimento permanente
Il Programma di Apprendimento Permanente (PAP), in inglese Lifelong Learning Programme 2007-2013 (LLP), è stato il programma dell'Unione europea per sostenere l'istruzione e la formazione permanente antecedente a Erasmus+ (2014 - 2020).
 
Esso si fonda sulla decisione n. 1720/2006/EC del Parlamento europeo e del Consiglio del 15 novembre 2006 e succede ai programmi Socrates (1994-1999) e Socrates II (2000-2006), e al Programma Leonardo da Vinci.

## Sotto-programmi
Il Programma di Apprendimento Permanente comprende tutte le azioni che erano in precedenza finanziate dai programmi Leonardo da Vinci e Socrates/Erasmus. Si compone infatti di quattro "programmi settoriali":
- il progetto Comenius, a supporto delle azioni per la scuola, da quella dell'infanzia a quella secondaria di secondo grado o equivalente;
- il progetto Erasmus, a supporto dello scambio di studenti e docenti universitari, così come della cooperazione tra gli istituti universitari;
- il programma Leonardo da Vinci, a supporto delle azioni per la formazione professionale iniziale e permanente (inclusi scambi di studenti e apprendisti e cooperazione tra istituti di istruzione superiore);
- il programma Grundtvig, a supporto di azioni nel campo dell'istruzione degli adulti.
- il programma eTwinning, gemellaggio elettronico tra scuole europee.

Inoltre, include altri due sotto-programmi:
- il programma Trasversale, che coordina le attività dei summenzionati programmi settoriali in tutti i settori dell'istruzione e della formazione: cooperazione e innovazione nell'istruzione e nella formazione, insegnamento delle lingue straniere, sviluppo di servizi e contenuti informatici, e divulgazione dei risultati del Programma di Apprendimento Permanente;
- il programma Jean Monnet, a supporto di istituzioni e azioni in favore dell'integrazione europea.

## Obiettivi
Gli obiettivi del Programma di Apprendimento Permanente, secondo l'articolo 1.3 della decisione , sono, innanzitutto, quello di sostenere lo sviluppo di un'istruzione permanente di qualità (con riferimento agli articoli 149 e 150 del Trattato di Roma che sanciscono la responsabilità dell'Unione Europea in tema di istruzione e formazione), e inoltre quello di sostenere gli Stati Membri dell'Unione nello sviluppo dei propri sistemi educativi e formativi. Tali obiettivi si esprimono in azioni che incoraggiano la creazione di collegamenti tra persone, istituzione e tra gli stessi Stati nel settore formativo.
Sono stati fissati, inoltre, degli obiettivi precisi da conseguire durante l'arco del Programma di Apprendimento Permanente:
- almeno tre milioni di studenti partecipanti ai progetti condivisi supportati dal programma Comenius;
- un totale di tre milioni di partecipanti alle azioni di mobilità studentesca del progetto Erasmus;
- l'inserimento di 80 000 lavoratori all'anno nelle imprese attraverso il programma Leonardo da Vinci;
- il sostegno alla mobilità di 7000 cittadini ogni anno entro il 2013 con il programma Grundtvig[2].

## Azioni supportate
Il programma sostiene scambi e relazioni tra individui, istituzione e paesi all'interno dell'Unione europea e dello Spazio economico europeo.

### Scambi di individui
Ad esempio:
- scambi di studenti universitari con il progetto Erasmus, della durata di minimo tre e massimo 12 mesi, per i quali gli studenti svolgono una parte dei loro corsi in un'università estera, senza pagare ulteriori tasse e ottenendo il riconoscimento dei corsi sostenuti all'estero da parte dell'università di origine. Più di 1 500 000 studenti hanno partecipato agli scambi dall'inizio del programma, nel 1987;

- corsi di formazione pratici nelle scuole o nell'educazione per gli adulti: i programmi Comenius e Grundvig offrono la partecipazione a brevi tirocini all'estero per aspiranti insegnanti, a completamento della propria preparazione.

### Scambi tra istituti
Ad esempio:
- lo sviluppo di collaborazioni tra scuole di paesi differenti (Comenius partnership) per organizzare progetti comuni che coinvolgano gli alunni. Progetti simili sono supportati nell'educazione per gli adulti dal programma Grundtvig;

- progetti gestiti da università di paesi diversi per sviluppare piani di studio comuni, organizzare programmi intensivi di breve durata o creare reti tematiche in diverse discipline;

### Collaborazioni tra paesi
Ad esempio:
- visite di studio per funzionari locali o nazionali nei settori dell'istruzione, formazione e orientamento;

- reti nazionali di esperti per operare in campi di interesse comune;

- pubblicazione di statistiche per comparare i progressi dei diversi sistemi educativi e formativi;

## Gestione del programma
La gestione del programma è largamente decentrata a reti di agenzie nazionale nominate dai paesi partecipanti. Tutte le iniziative di mobilità individuale e molti progetti multilaterali sono finanziati attraverso tali agenzie. Un numero limitato di progetti è gestito centralmente dalla stessa Commissione Europea o attraverso la controllata Agenzia esecutiva per l'istruzione, gli audiovisivi e la cultura.

## Finanziamento
Il programma ha un budget totale indicativo di 6970 milioni di euro per tutta la sua durata dal 2007 al 2013. In base all'allegato B.11 della decisione, la ripartizione minima dei fondi per ciascuno dei quattro programmi settoriali è la seguente:
- Comenius: 13% (906 milioni di euro)
- Erasmus: 40% (2788 milioni di euro)
- Leonardo da Vinci: 25% (1743 milioni di euro)
- Grundtvig: 4% (279 milioni di euro)

I fondi rimanenti serviranno quindi a coprire i costi di altre azioni e i costi amministrativi. L'andamento dei precedenti programmi Socrates e Leonardo da Vinci suggerisce che il budget finale sarà leggermente superiore alla stima preliminare.